# Karl Gerlach (Kulturfunktionär)
Karl Gerlach (* 13. April 1907 in Herold; † 15. August 1988) war ein deutscher Kulturfunktionär in der DDR.

## Leben
Gerlach wurde als Arbeiterkind im sächsischen Erzgebirge geboren. Bereits frühzeitig trat er in die Sozialdemokratische Partei Deutschlands ein und wurde Gemeinderat in Herold. Nach der Machtergreifung der Nationalsozialisten 1933 wurde er dieses Amtes enthoben.
Nach dem Zweiten Weltkrieg wurde er 1946 SED-Mitglied und leitete als solches die Abteilung Kultur beim Rat des Kreises Marienberg. Später wechselte er zum Rat des Kreises Zschopau. 1955 wurde Karl Gerlach in die Bezirksleitung des Kulturbundes zur demokratischen Erneuerung Deutschlands nach Karl-Marx-Stadt berufen. Dort war er bis 1976 Sekretär für Natur und Heimat. Als solcher wurde er Mitglied der Redaktion der Sächsischen Heimatblätter, der Zeitschrift für sächsische Geschichte, Denkmalpflege, Natur und Umwelt, die vom Kulturbund der DDR der Bezirksleitungen Dresden, Karl-Marx-Stadt und Leipzig herausgegeben wurde. Daneben wirkte er als Redaktionsmitglied des Heimatfreundes für das Erzgebirge. Gelegentlich schrieb er auch eigene Beiträge zur Natur- und Heimatkunde des Erzgebirges.
Karl Gerlach sind besonders die jährlichen Bezirkswandertreffen der Natur- und Heimatfreunde zu verdanken, die auf seine Anregung hin auch im Bezirk Karl-Marx-Stadt durchgeführt worden sind. Er selbst wirkte dabei auch als fachkundiger Wanderleiter. Bis zu seinem Tod lebte er in seinem Geburtsort Herold, wo er besonders als Wanderer und Pfeifenraucher in Erinnerung blieb.

## Ehrungen
Von den Partei- und Staatsorganen und des Kulturbundes der DDR wurde Karl Gerlach mehrfach ausgezeichnet. Nach Auffassung seiner Zeitgenossen hat er Hervorragendes für die kulturpolitische Anliegen von Natur und Heimat besonders im Erzgebirge und Vogtland geleistet.